# John Gerard
John Gerard (o John Gerarde) (Nantwich, 1545 – febrero de 1611/1612 , Londres), fue un naturalista, herborista y botánico inglés, famoso por su jardín de plantas herbáceas.

## Biografía
Tras su educación en Willaston cerca de Nantwich, cursó estudios de medicina y trabajó como cirujano de barco. Desde 1577, supervisó los jardines de William Cecil, primer barón de Burghley, en Londres. En 1595 fue designado miembro de la Corte de Asistentes en la Compañía Barber-Surgeon, y en 1597 fue designado Jardinero junior de la Barber-Surgeons, y en 1608 Maestro.
En 1596, publicó una lista de plantas raras cultivadas en su jardín de Holborn, aún existente en el British Museum, y en 1597 su famoso The Herball, o Generall Historie of Plantes. En 1633 publicó una versión mayor y enmendada, donde empleó:
- la Materia Médica de Dioscórides
- las obras de los germanos botánicos Fuchs y Gesner
- del italiano Mattioli.

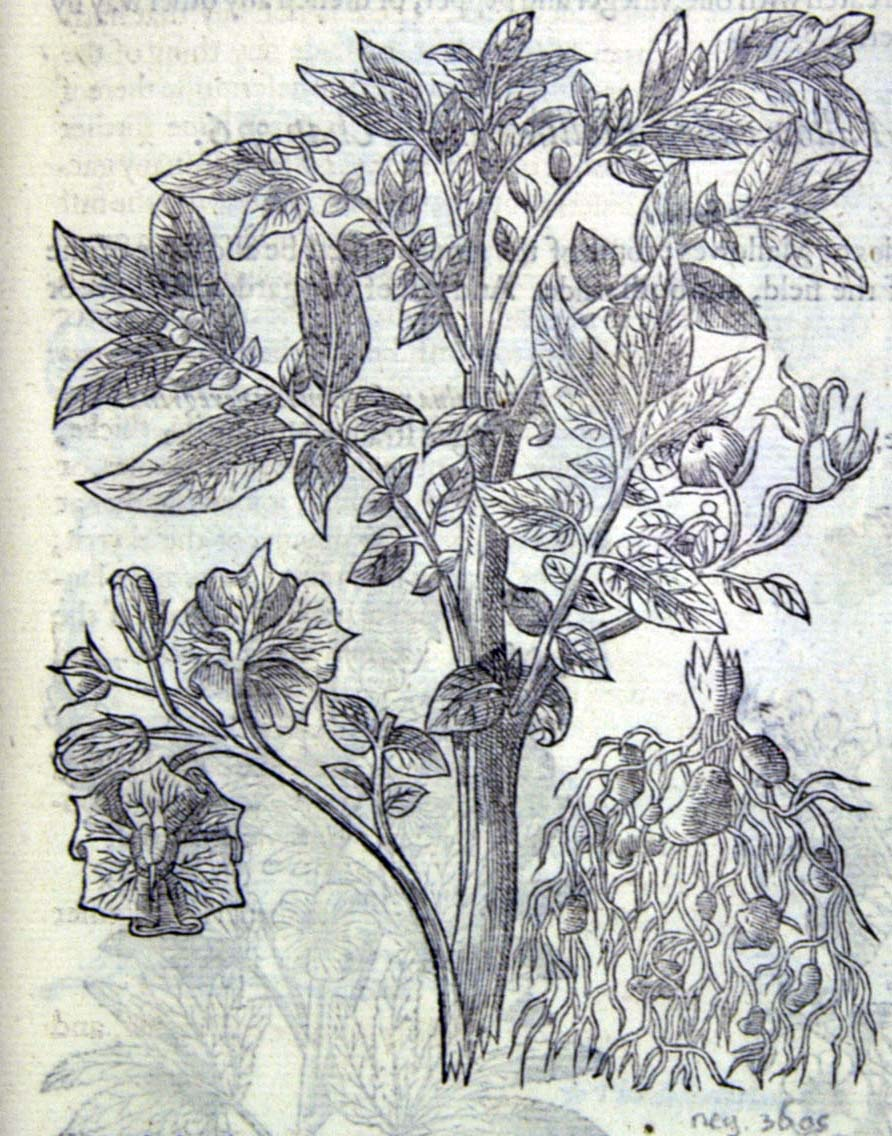
Ilustración de la papa en Gerards Werk The Herball (1597)

Sus ediciones de 1597 y 1633 son comúnmente referidas como Gerard's Herbal.
Los orígenes de su Herball, famoso por sus detalladas descripciones de plantas, por el folclore que figura en los artículos y su espléndida prosa, y por ser un tanto polémica. El impresor de la reina John Norton había comisionado al Dr. Priest a preparar una traducción al inglés de la inmensamente popular obra de Rembert Dodoens de herbáceas. Priest falleció antes de completar el trabajo, y Norton le preguntó Gerard de hacerse cargo de su realización. Gerard finalizó la traducción, rearreglando la obra, y aún añadió material inédito del herborista Lobel. Sin embargo, en el herbario, Gerard sentenció que la traducción de Priest había desaparecido y que realmente se había escrito un nuevo libro. Los científicos actuales están en desacuerdo con la ampliación de la obra original de Gerard.
Esta obra "Gerard's Herbal" fue más tarde revisada por John Goodyer y por Thomas Johnson.

## Honores
Linneo honró a Gerard con el nombre del género Gerardia (L.) Benth. ex Plum.
- La abreviatura «J.Gerard» se emplea para indicar a John Gerard como autoridad en la descripción y clasificación científica de los vegetales.[2]